# Einar Díaz
Einar Antonio Díaz (Chiriquí, 28 de diciembre de 1972) es un ex-beisbolista panameño que jugó en las Grandes Ligas de Béisbol como receptor para los Cleveland Indians, Texas Rangers, Montreal Expos, St. Louis Cardinals y Los Angeles Dodgers. Actualmente se desempeña como entrenador de bateo de los Baltimore Orioles.

## Carrera profesional
En 1992 viajó a República Dominicana para jugar con las Águilas del Cibao y luego en la Rookie League.
En 1996 fue llamado por los Cleveland Indians para ser el suplente del receptor titular Sandy Alomar, Jr., rol que desempeñó hasta el 2000. Durante las temporadas de 1999, 2001 y 2002 jugó como receptor titular del equipo. Al finalizar la temporada 2002, fue transferido a los Texas Rangers para sustituir a Iván Rodríguez, quien se convirtió en agente libre. El 2003 fue la última temporada de Díaz como receptor titular. Continuó su carrera como suplente con los Montreal Expos en 2004, los St. Louis Cardinals en 2005 y los Buffalo Bisons de las ligas menores en 2006.
El 12 de agosto de 2006, fue transferido a Los Angeles Dodgers para competir por el puesto de receptor suplente, equipo donde solo participó en tres turnos al bate, conectando dos hits.
Al finalizar la temporada 2006, Díaz firmó un contrato de liga menor con los Pittsburgh Pirates, equipo que lo asignó a la sucursal Indianapolis Indians de Clase AAA al finalizar los entrenamientos primaverales de 2007. El 30 de junio de ese año, sufrió una rotura total del tendón patelar al cruzar el plato, forzándolo a perderse el resto de la temporada.

### Carrera como entrenador
Díaz se retiró como jugador al finalizar la temporada 2007. Fue invitado por los Cleveland Indians a los entrenamientos primaverales del 2008 para participar como asistente especial de los receptores, y posteriormente se desempeñó como entrenador defensivo de los Gulf Coast Orioles del sistema de ligas menores de los Baltimore Orioles. El 12 de enero de 2009, los Orioles lo nombraron entrenador en jefe de los Bluefield Orioles de la Rookie League. El 1 de abril de 2013 fue promovido a entrenador de bateo asistente del equipo mayor.